# Вевюрчин (Лодзинське воєводство)
Вевюрчин (пол. Wiewiórczyn) — село в Польщі, у гміні Ласьк Ласького повіту Лодзинського воєводства.
Населення — 717 осіб (2011).
У 1975—1998 роках село належало до Серадзького воєводства.

## Демографія
Демографічна структура станом на 31 березня 2011 року:
|          | Загалом | Допрацездатний вік | Працездатний вік | Постпрацездатний вік |
| -------- | ------- | ------------------ | ---------------- | -------------------- |
| Чоловіки | 344     | 66                 | 244              | 34                   |
| Жінки    | 373     | 73                 | 209              | 91                   |
| Разом    | 717     | 139                | 453              | 125                  |